# Aloeides griseus
Aloeides griseus är en fjärilsart som beskrevs av Riley 1921. Aloeides griseus ingår i släktet Aloeides och familjen juvelvingar. Inga underarter finns listade i Catalogue of Life.